# Miroslav Vlček (chemik)
Prof. Ing. Miroslav Vlček, CSc. (* 28. srpna 1955 Dvůr Králové nad Labem) je český chemik. Působí na Univerzitě Pardubice jako vedoucí Centra materiálů a nanotechnologií.

## Nejvýznamnější publikace
- M. Vlček, M. Frumar: "Model of Photoinduced Changes of Optical Properties in Amorphous Layers and Glasses of Ge-Sb-S, Ge-S, As-S and As-Se Systems." J. Non-Cryst. Solids, 97-98 (1987) 1223-1226
- M, Frumar, M. Vlček, Z. Černošek, Z. Polák, T. Wágner "Photoinduced changes of the structure and physical properties of amorphous chalcogenides" (1997) Journal of Non-Crystalline Solids, 213-214, pp. 215-224.
- P. Kotsalas, D. Papadimitriou, C. Raptis, M. Vlček, M. Frumar: "Raman Study of Photostructural Changes in Amorphous GexSb0,4-xS0,6." J. of Non-Cryst. Solids 226 (1-2) (1998) 85-91
- T. Wagner, S. O. Kasap, M. Vlček, A. Sklenář, A. Stronski: "The Structure of AsxS100-x Glasses Studied by Temperature-Modulated Differential Scanning Calorimetry and Raman." J. of Non-Cryst. Solids 227-230 (1998) 752-756
- M. Vlček, A. V. Stronski, A. Sklenář, T. Wágner and S. O. Kasap: "Structure and Imaging Properties of As40S60-XSeX Glasses." J. Non-Cryst. Solids 266-269 (2000) 964-968
- H. Jain, S. Krishnaswami, A.C. Miller, P. Krecmer, S.R. Elliott, M. Vlček "In situ high-resolution X-ray photoelectron spectroscopy of light-induced changes in As-Se glasses" (2000) Journal of Non-Crystalline Solids, 274 (1), pp. 115-123.
- A.V. Stronski, M. Vlček, A. Sklenar, P.E. Shepeljavi, S.A. Kostyukevich, T. Wagner "Application of As40S60-xSex layers for high-efficiency grating production" (2000) Journal of Non-Crystalline Solids, 266-269 B, pp. 973-978.
- V. Stronski, M. Vlček: "Photosensitive Properties of Chalcogenide Vitreous Semiconductors in Diffractive and Holographic Technologies Applications." Journal of Optoelectronics and Advanced Materials (3) (2002) 699 - 704
- G. Chen, H. Jain, M. Vlček, S. Khalid, J. Li, D.A. Drabold, S. R. Elliott: "Observation of Light Polarization-dependent Structural Changes in Chalcogenide Glasses" Appl. Phys. Lett., 82 (5) (2003) 706
- M. Vlček, A. Sklenář: Transparent and Semitransparent Diffractive Elements, Particularly Holograms and Their Making Process, US patent 6,452,698 B1, (17. 9. 2002). (CA 2,323,474, JP 2002 507770 T,EP1062547o, EA2393, SK 13552000)